# Фёдоров, Сергей Филиппович
Сергей Филиппович Фёдоров (1896—1970) — советский геолог-нефтяник. Доктор геолого-минералогических наук (1938), профессор (1938), член-корреспондент АН СССР (1939).

## Биография
Родился 13 июля 1896 года в деревне Ульево (современный Истринский район), Московской губернии.
Член РКП(б) с 1919 года.
В 1924 году окончил Московскую горную академию (МГА).
В 1924—1930 годах — доцент кафедры геологии нефти МГА.
В 1925—1930 — руководитель группы в Государственном исследовательском нефтяном институте в Москве (современный Институт нефтехимического синтеза имени А. В. Топчиева РАН). В 1934—1958 — старший геолог, заведующий лабораторией[какой?] института.
В 1930—1954 — декан геологоразведочного факультета МНИ имени И. М. Губкина.
C 1934 года — заведующий кафедрой геологии нефтяных месторождений Московского нефтяного института имени И. М. Губкина.
29 января 1939 года был избран членом-корреспондентом АН СССР — Отделение математических и естественных наук (геология нефти, разведка нефтяных месторождений).
В 1953 году строго придерживался взглядов И. М. Губкина и подверг резкой критике другие теории в геологии нефти.
С 1958 года — заведующий лабораторией формирования залежей нефти и газа Института геологии и разработки горючих ископаемых АН СССР.
Скончался 6 января 1970 года.

## Научно-производственные достижения
Основные труды по геологии нефти и газа Северного Кавказа и Азербайджана. Разработал методику исследования грязевого вулканизма и составления прогнозных карт для обоснования поисковых работ на нефть и газ. Под его руководством открыто несколько месторождений нефти в Волго-Уральской нефтегазоносной области.
Автор и соавтор более 130 научных работ, среди них:
- учебник «Нефтяные месторождения Советского Союза» (1935)

монографии:
- «Нефтяные месторождения Кубано-Черноморской области» (1933)
- «Грязевые вулканы Советского Союза и их связь с генезисом нефтяных месторождений Крымско-Кавказской геологической провинции» (совместно с И. М. Губкиным) (1938)
- «Очерки по истории геологии нефти» (1953, 1957) и др.

## Ученые степени и звания
- депутат Ленинского районного совета Москвы (1923—1925)
- доктор геолого-минералогических наук (1938)
- профессор (1938)
- член-корреспондент АН СССР (1939)
- член Президиума ВАК
- член ученых Советов МНИ имени И. М. Губкина и ИГ и РГИ АН СССР.

## Награды и премии
- Сталинская премия второй степени (1950) — за открытие нового крупного нефтяного месторождения
- Сталинская премия второй степени (1952) — за открытие месторождений нефти
- орден Ленина (1950)
- орден Красного Знамени (1920)
- 3 ордена Трудового Красного Знамени (1939; 10.06.1945; 16.07.1946)
- медали